# 横浜町
横浜町（よこはままち）は、青森県下北半島の中間部、陸奥湾に面する町。上北郡に属する。

## 地理
下北半島の中間部に位置し、西を陸奥湾に東を吹越烏帽子、金津山等の山岳地帯に囲まれる。

### 隣接する自治体
- むつ市
- 上北郡：野辺地町、六ヶ所村

## 語源
長く伸びる浜があり、奥方向には山々が遮っているため細長い地形から自然についた地名と思われる。
「よこはま」自体はアイヌ語起源ではないが、字にはアイヌ語起源とされる地名が存在する。町内の鶏沢（ニワトリザワ）は古くはニヤチヤまたはニワチャと呼ばれ、この発音からアイヌ語起源と考えられている。

## 歴史
この町は神奈川県横浜市よりも先に誕生した。
町内から縄文土器をはじめとする遺物が発掘されていることから、先史の頃よりこの地に人が住んでいたことが分かる。
現在の三八上北地方は、古くは糠部郡（ぬかのぶ）と呼ばれる地域の一部であった。文治5年（1189年）、南部三郎光行、糠部五郡に封ぜられる。ただし、この頃、糠部宇曽利は安藤氏に支配されていたようだ。
康正2年（1456年）、蠣崎蔵人の乱に巻き込まれる。『東北太平記』にある下北図には城砦として「横平城、横浜カゲユ」の名がみえる。
弘治元年（1555年）、南部氏の庶家である七戸右近朝慶の子慶則、横浜館主となり、横浜氏を名乗る。系図によると「横浜左衛門尉、慶則、横浜某養子」と記事がある。
文禄2年（1593年）、文禄の役。名護屋陣中の南部信直の書状に「野辺地よこ浜にてえぞ船あまた作り候……」とあり、横浜で造船が行われていたことがうかがえる。
江戸時代より天然桧、また煎りナマコを中心とした海産物の上方貿易により繁栄を迎える。越前三国の吉左衛門という商人が横浜に寄り住み、「色濃」という紺色木綿をヒノキ材と交換していた。
幕末の盛岡藩士、漆戸茂樹の『北奥路程記』は横浜に言及し、曰く「横浜九ヶ村という。総戸数八十九軒、出入り口に柵有り。桧柾目の胴木、幅七寸長さ四尺のもの四枚を大阪木綿一反と交換」とある。地元のものはこの規定サイズのヒノキ板を「寸法」と呼び、大阪木綿を「寸模（すんぽ）」と呼んでいる。昭和末期でも地元の人は木綿布を買い求める時に寸模と呼んでいたという。
横浜は北郡四宿場（伝法寺駅、藤島駅、有戸駅、横浜駅）の一つであり、宿屋、給水所、高札場が設けられていた。
寛永11年（1634年）糠部郡分割。寛文4年（1664年）、南部藩断絶し盛岡藩と八戸藩に分割。天和2年(1682年)、南部領内の管轄改正。横浜八ヶ村は北郡野辺地通り横浜村○○村となる。
17世紀末ごろに書かれた古文書が横浜に伝わっており『横浜家文書』と呼ばれている。これによると、かつて泊川左近、またの名を横浜左近なる者が泊川に舘を持っていた。蠣崎氏と婚姻関係を結んでいたという。この横浜左近が、南部七戸系の横浜氏であったのか、それとも慶則が横浜に入る前の地元の土豪の系統であったのかは分からないが、横浜は互いに対立している蠣崎氏と南部氏に挟まれ微妙な立地であったことがうかがえる。
また、『横浜家文書』は横浜が衰退した様子について述べている。この頃、横浜八ヶ村のヒノキは伐り尽くして幼木ばかりとなった。ついに宝暦13年（1763年）、伐採は藩の役人に厳しく規制されることとなった。こうしてヒノキの出材量は激減し、他国の商人は材木取引から手を引くことになる。
明治2年、戊辰戦争に伴う盛岡藩の減封→県設置布告→会津藩転封を経て、北郡は斗南藩領の一部となる。明治4年、廃藩置県の詔書により横浜村は斗南県に入る。同年、斗南県が弘前県に吸収され、さらに青森県に改称。
明治24年、東北本線が開業し、蝦夷へ渡る旅客は東北本線で青森へ出られるようになり、野辺地を含む田名部街道沿いの町の重要性はぐっと低下した。
古くより尻屋崎は海の難所であることが問題視されていた。南部藩では延宝元年(1673年）に下北半島を横断する運河を開鑿する計画が持ち上がり、3ルートについて調査が行われた。そのうちの一つが横浜-六ヶ所村泊間を運河でつなぐというものであった。3ルートとも計画のみで終わっている。
明治26年、幸田露伴、恐山参詣の折横浜を通り、『枕頭山水』に紀行を記す。
- 1889年（明治22年）4月1日：町村制の施行により、上北郡横浜村を廃し、その区域をもって上北郡横浜村を設置する。
- 1956年（昭和31年）4月1日：上北郡横浜村を横浜町とする。

主に男性は北海道方面の漁撈に出稼ぎし、農業は女性中心の半農半漁の生活であったため、昭和に入っても自家用作物を確保するのが精一杯で農業の技術進歩がみられなかった。昭和の大凶作の後の1932年（昭和7年）に農業経済更生指定村に指定され、村長自ら指揮を執り農業の効率改善に努めた。このときにナタネを導入したのが今の菜の花栽培の始まりである。
隣村の六ヶ所村とともに野辺地町とのつながりが強いが、平成の大合併でむつ市を中心としたむつ下北地域合併協議会に参加。合併後の新議会定数を巡る対立等にて大間町脱退に伴い協議会が廃止された。

### 伝説
横浜町桧木八幡神社には八幡太郎義家の伝説がある。1053年（天喜年間）、安倍貞任らの夷征伐の帰り、源氏の軍団が乗った船が大嵐に遭った。そこで源義家が弓で波を射つつ祈ると時化がおさまった。義家が射た波は後に軽石となって浜に上がったと言われ、その辺りの浜を「源氏ヶ浦」と呼び、その浜に軽石を神体とする八幡神社を勧進したという。ゆえにこの神社は軽石八幡神社とも称されている
。
祭神誉田別尊。承暦元年(1077)勧進。元禄四年(1691)の由来書によると、狄の蜂起で戦乱となり村人が離散して祭祀途切れ宮社衰亡していたが、玄俗院という山伏が復興したという。
また国の重要無形民俗文化財に指定されている「能舞」が伝わっており、18面の能面が同神社に保存されている。また県無形民俗文化財指定の「獅子舞」「神楽」などが、八幡神社例大祭で披露される。

## 行政
- 町長：石橋勝大（1期目、2020年（令和2年）12月より[14]）

### 警察署
- 野辺地警察署横浜駐在所

### 消防署
- 北部上北広域事務組合横浜消防署

## 産業

### 農業
- 菜の花：作付け面積全国第2位を誇る。2012年、作付面積128ヘクタールで全国一位を奪還した。連作障害を起こしやすいジャガイモの輪作作物として定着している[15]。
  - 町のNPO法人が開発した『御なたね油』は、優良ふるさと食品中央コンクールにて2010年の農林水産大臣賞を受賞[16]。『御なたね油』のナタネは緑肥や米ぬかペレットを使い、化学肥料を使わない有機栽培[17][18]。さらに有機溶剤を使用せず機械搾りにより抽出する非焙煎[19]。
- じゃがいも
- 毛まめ：さやに茶褐色の産毛のある枝豆。特産の毛豆『あおもり豊丸』『あおもり福丸』のブランド化を目指して取り組んでいる[16][20]。
- 養豚：インターファーム株式会社 横浜農場
  - ほろよい豚：飯田養豚場で飼育されるブランド豚。飼料に酒粕を加えていることが特徴。令和3年度日本農林漁業振興会会長賞（畜産部門）受賞[21]。
- 養鶏：日本ホワイトファーム株式会社 東北生産部

### 漁業
- 横浜漁港
- 鶏沢漁港
- 百目木漁港
- 源氏ヶ浦漁港

#### 特産品
- 横浜ナマコ：町の魚に指定され、他の地域で獲れるナマコよりやわらかく食感もよい。「横浜なまこ」として地域団体商標に登録されている[22]。
- ホタテガイ：ホタテ養殖（耳づり）は平内町に次ぎ青森県第2位。

### その他

#### 生産馬
- オンスロート
- カネケヤキ
- カネヒムロ
- カネミノブ
- ドルフィンボーイ
- ビゼンニシキ

## 地域

### 人口
平成27年国勢調査より前回調査からの人口増減をみると、7.09％減の4,535人であり、増減率は県下40市町村中21位。
| |                                        |  |
| 横浜町と全国の年齢別人口分布（2005年） | 横浜町の年齢・男女別人口分布（2005年） |  |
| ■紫色 ― 横浜町 ■緑色 ― 日本全国 | ■青色 ― 男性 ■赤色 ― 女性              |  |
| 横浜町（に相当する地域）の人口の推移 \| 1970年（昭和45年） \| 7,144人 \| \| \| 1975年（昭和50年） \| 7,047人 \| \| \| 1980年（昭和55年） \| 6,590人 \| \| \| 1985年（昭和60年） \| 6,626人 \| \| \| 1990年（平成2年） \| 6,126人 \| \| \| 1995年（平成7年） \| 5,806人 \| \| \| 2000年（平成12年） \| 5,508人 \| \| \| 2005年（平成17年） \| 5,097人 \| \| \| 2010年（平成22年） \| 4,881人 \| \| \| 2015年（平成27年） \| 4,535人 \| \| \| 2020年（令和2年） \| 4,229人 \| \| |                                        |  |
| 総務省統計局 国勢調査より |                                        |  |
| 1970年（昭和45年） | 7,144人                                |  |
| 1975年（昭和50年） | 7,047人                                |  |
| 1980年（昭和55年） | 6,590人                                |  |
| 1985年（昭和60年） | 6,626人                                |  |
| 1990年（平成2年） | 6,126人                                |  |
| 1995年（平成7年） | 5,806人                                |  |
| 2000年（平成12年） | 5,508人                                |  |
| 2005年（平成17年） | 5,097人                                |  |
| 2010年（平成22年） | 4,881人                                |  |
| 2015年（平成27年） | 4,535人                                |  |
| 2020年（令和2年） | 4,229人                                |  |

### 教育

#### 中学校
- 横浜町立横浜中学校

#### 小学校
- 横浜町立横浜小学校

### 郵便
- 横浜郵便局（集配局） (84025)
- 吹越簡易郵便局 (84739)
- 有畑簡易郵便局 (84752)

### 金融機関
- 青森みちのく銀行横浜支店（旧：みちのく銀行店舗）…指定金融機関
- 十和田おいらせ農業協同組合横浜町支店（旧：JA横浜町）
- ゆうちょ銀行（代理店）横浜郵便局

### 施設
- ふれあいセンター。町民図書館および入浴施設「横浜温泉」併設
- 自然体験ランド 「自然苑（じねんえん）」
- 横浜町トレーニングセンター

### 郷土料理
- ナマコ南蛮漬け[16]

## 交通

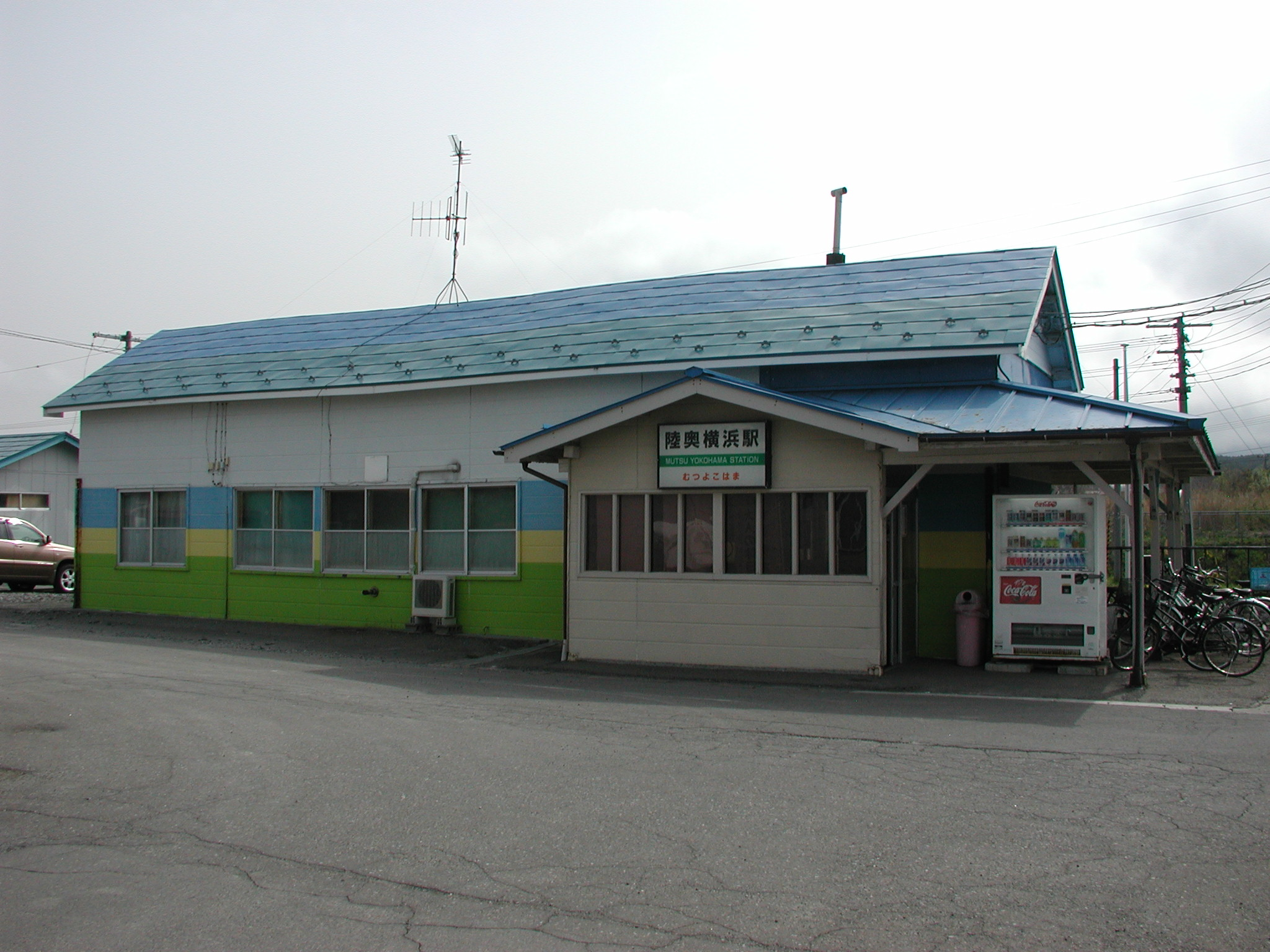
陸奥横浜駅

### 鉄道
- 東日本旅客鉄道
  - 大湊線： 吹越駅 - 陸奥横浜駅 - 有畑駅

### バス
- 下北交通
  - むつ - 青森線
    - むつバスターミナル - 近川 - 横浜 - 野辺地駅 - 県病前 - 青森駅

  - むつ - 野辺地線
    - むつバスターミナル - 近川 - 横浜 - 野辺地駅
- 国際興業バス
  - しもきた号（ローソン横浜町道の駅前店～大宮・新宿。週末とそれ以外の特定日のみの運行。）

### 道路
- 一般国道
  - 国道279号： 国土交通省の日本風景街道『黄花紅（おうかくれない）の東むつ湾ルート』として登録されている。
- 主要地方道
  - 青森県道24号横浜六ケ所線
- 一般県道
  - 青森県道179号泊陸奥横浜停車場線

## 名所・旧跡・観光スポット・祭事・催事
- 菜の花畑
作付け面積全国第2位（2010年（平成22年）現在。第1位は北海道滝川市）、菜の花を町のシンボルとして町おこしの中心に据える。平成元年には全国1位を記録。
- 菜の花フェスティバル
菜の花開花期間中（5月初旬から下旬にかけて）。菜の花に関したイベントが集中して行われる。2004年（平成16年）度は2万人の観光客が訪れた。
- 風力発電所
豊田通商系列のウィンドテック横浜により大豆田（まめだ）地区に設立。風力発電機6機、総発電量10500kW。
- 道の駅よこはま
特産品販売所、レストラン「鮮菜」などの施設も備える。愛称は“菜の花プラザ”。
- 砂浜海岸海水浴場
夏は大勢の海水浴客で賑わう。予約で宿泊できるコテージもある。
- なたね島
砂浜海岸海水浴場から南に位置する出島。釣り人も多い。
- 砂浜海岸フェスティバル
8月に横浜町砂浜海岸海水浴場にて行われる。人間ばんば大会、子供宝探し、水中ロデオなどのイベントも開催。
- 三保野公園
テニスコート、ミニサッカー場などがある。
- よこはま夏まつり花火大会
毎年8月14日に開催される。昼は三保野公園にて魚のつかみ捕り、いも煮会などのイベント、夜には約2000発の花火が横浜漁港にて打ち上げられる。
- 横浜町神楽
県指定無形民俗文化財[23]
- 北限のゲンジボタル
横浜町はゲンジボタルの生息地の北限とされ、「横浜町のゲンジボタルおよびその生息地」として青森県の天然記念物に指定されている。吹越町ほたる村では毎年7月第1または第2土曜日にホタル&湧き水まつりを開催している。
- 吹越烏帽子
当町と六ヶ所村にまたがって聳える、標高507.8mの山。

## 出身著名人
- 秋田ひろむ：ロックバンドamazarashiボーカル
- 木野花：女優、演出家
- 仲野博子：元衆議院議員、元根室市議